# Nyemba (peuple)
Pour les articles homonymes, voir Nyemba.
Les Nyembas sont un peuple du sud de l’Angola.